# Wet op het accountantsberoep
De Wet op het accountantsberoep (Wab) is een Nederlandse wet die bepalingen bevat over het accountantsberoep, de Nederlandse Beroepsorganisatie van Accountants en de Commissie Eindtermen Accountantsopleiding (CEA).

## Wetsgeschiedenis
De Wab is de opvolger van de voormalige Wet op de registeraccountants (Wra) en de Wet op de accountants-administratieconsulenten (Waa). In verband met de fusie van het toenmalige Koninklijk Nederlands Instituut van Registeraccountants (Koninklijk NIvRA) en de toenmalige Nederlandse Orde van Accountants-Administratieconsulenten (NOvAA) tot de nu Koninklijke Nederlandse Beroepsorganisatie van Accountants (NBA) zijn beide voormalige wetten vervallen per 1 januari 2013 en vervangen door de Wet op het accountantsberoep (Wab). De Wet op het accountantsberoep heeft de afgelopen jaren diverse wijzigingen ondergaan en de hiernavolgende bespreking is gebaseerd op de wettekst zoals die geldt vanaf 1 februari 2019. 

## Inhoud
DefinitiesHoofdstuk 1 van de wet bepaalt wat er wordt verstaan onder een accountant, de Accountantskamer, een accountantsorganisatie, het accountantsregister, de Autoriteit Financiële Markten (AFM), de Commissie Eindtermen Accountantsopleiding (CEA), de verantwoordelijke Minister en een wettelijke controle.
Nederlandse Beroepsorganisatie van AccountantsHoofdstuk 2 van de wet regelt de instelling en de taken van de Nederlandse Beroepsorganisatie van Accountants (NBA), het lidmaatschap hiervan, de ledenvergadering, het bestuur, de voorzitter, de ledengroepen en het bureau.
Verordeningen en overige besluitenHoofdstuk 3 van de wet regelt de vaststelling van verordeningen en overige besluiten en bepaalt dat de NBA samenwerkt met de AFM voor zover dat noodzakelijk is ten behoeve van de uitoefening van het toezicht ingevolge de Wet toezicht accountantsorganisaties (Wta) en het verstrekken van vertrouwelijke gegeven aan met name genoemde organisaties en instellingen.
De financiënHoofdstuk 5 van de wet bevat regelingen met betrekking tot de begroting, de verantwoording en de accountantscontrole daarop en de opbrengsten van de beroepsorganisatie die voornamelijk bestaan uit bijdragen van de leden.
Bestuurlijk toezichtDe minister van Financiën is belast met het bestuurlijk toezicht op de beroepsorganisatie.
Het accountantsberoepHoofdstuk 6 van de wet regelt het accountantsregister en de inschrijving daarin, het recht tot het voeren van de accreditatie registeraccountant (RA) en accountant-administratieconsulent (AA), de onderworpenheid aan tuchtrechtspraak ingevolge de Wet tuchtrechtspraak accountants (Wtra) en de doorhaling van inschrijvingen in het register.
OpleidingDe opleiding tot accountant en de Commissie Eindtermen Accountantsopleiding (CEA) zijn geregeld in hoofdstuk 7 van de wet.